# Butovszkaja
A Butovszkaja könnyűmetró (oroszul: Бутовская линия Лёгкого Метро / Butovszkaja linyija Ljogkovo Metro) a moszkvai metró könnyűmetró-vonala. Számjelzése 12, színe kékesszürke. A vonal Butovo városrészről kapta a nevét. Egy 1,6 km-es szakaszt kivéve az egész vonal 9,6 méterrel közlekedik a felszín fölött, 90 méter hosszú, 7 méter széles emelt platformokon. Három kocsiból álló, 81–740/741 Ruszics típusú szerelvények közlekednek a vonalon. Első szakaszát 2003. december 27-én adták át. 2018-ban hossza 10 kilométer, állomásainak száma 7.

## Képek

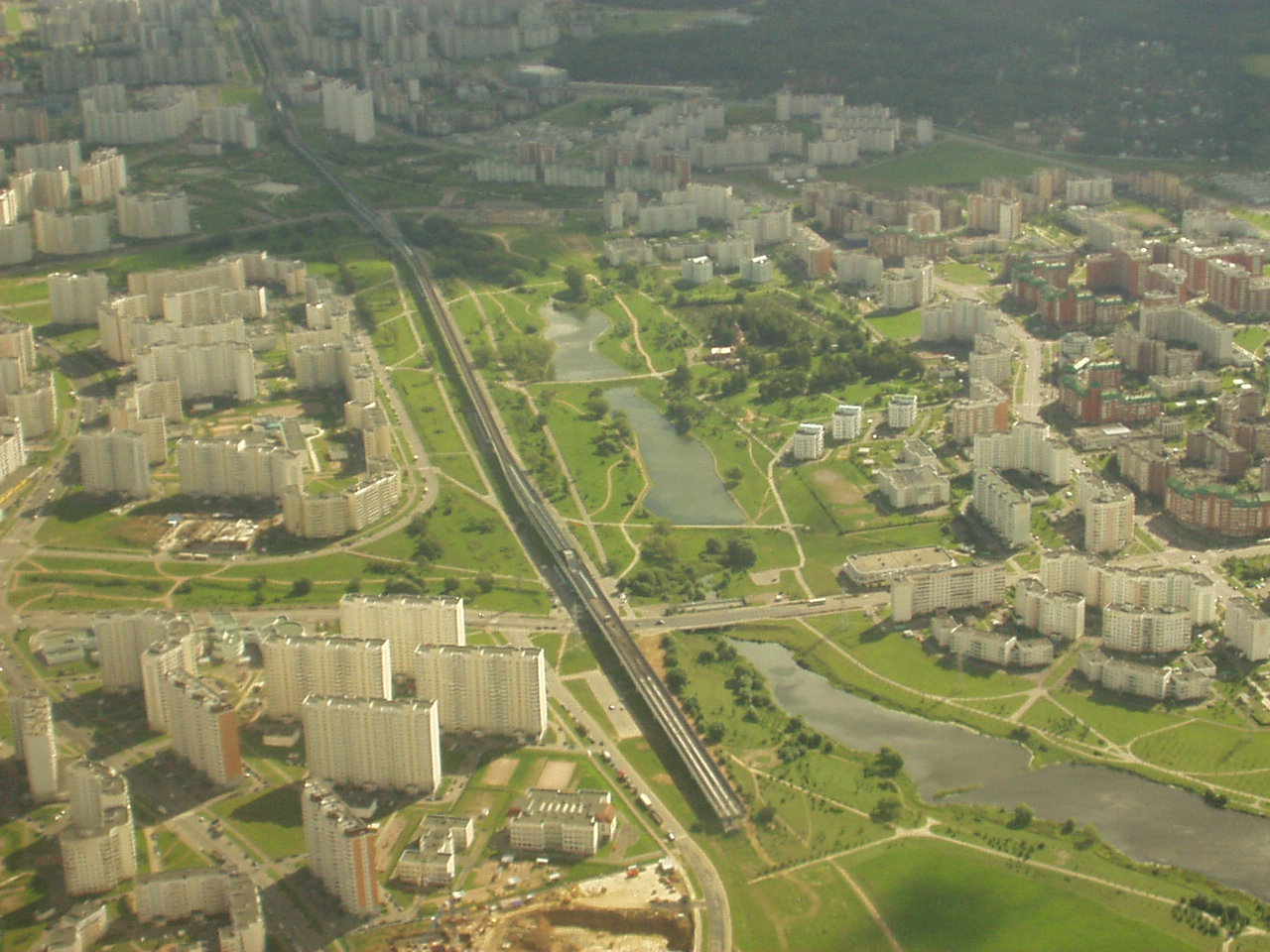
A vonal végállomása